# Australische Enzephalitis
Australische Enzephalitis ist ein Sammelbegriff für in Australien vorkommende virusbedingte Gehirnentzündungen (Enzephalitis). Die Australische Enzephalitis wird durch zwei unterschiedliche Erreger ausgelöst: das Murray-Valley-Virus (MVE) und das Kunjin-Virus (KUN).
Diese Viren aus der Familie Flaviviridae werden durch nachtaktive Stechmücken beim Blutsaugen auf den Menschen übertragen und daher der Gruppe der Arboviren zugerechnet. Die Krankheit ist bislang nur in Teilen Australiens, Neuseeland und Papua-Neuguinea verbreitet. Die Viren sind mit dem Japan-Enzephalitis-Virus verwandt, der klinische Verlauf ist ähnlich.